# Markovce
Markovce (ungarisch Márk) ist eine Gemeinde im Osten der Slowakei mit 1081 Einwohnern (Stand 31. Dezember 2024), die zum Okres Michalovce, einem Teil des Košický kraj, gehört und in der traditionellen Landschaft Zemplín liegt.

## Geographie
Die Gemeinde befindet sich inmitten des Ostslowakischen Tieflands am alten Flussdeich der Ondava, die heute etwa drei Kilometer am Ort vorbeifließt. Das Ortszentrum liegt auf einer Höhe von 101 m n.m. und ist 22 Kilometer von Michalovce entfernt.
Nachbargemeinden sind Kačanov im Norden, Dúbravka im Nordosten, Slavkovce und Zemplínske Kopčany im Osten, Malčice im Süden und Zemplínske Hradište im Westen.

## Geschichte
Markovce wurde zum ersten Mal 1281 als Marky schriftlich erwähnt und war Besitz mehrerer Familien des niederen Adels, wie Izépy, Cseley, Doby und Ricsey im 15. Jahrhundert sowie Orosz im 18. Jahrhundert. 1787 hatte die Ortschaft 55 Häuser und 457 Einwohner, 1828 zählte man 98 Häuser und 734 Einwohner, die als Landwirte beschäftigt waren.
Bis 1918/1919 gehörte der im Komitat Semplin liegende Ort zum Königreich Ungarn und kam danach zur Tschechoslowakei beziehungsweise heute Slowakei.

## Bevölkerung
| Jahr                | 1994 | 2004     | 2014     | 2024     |
| ------------------- | ---- | -------- | -------- | -------- |
| Anzahl der Personen | 655  | 808      | 936      | 1081     |
| Unterschied         |      | +23,35 % | +15,84 % | +15,49 % |

| Jahr                | 2023 | 2024    |
| ------------------- | ---- | ------- |
| Anzahl der Personen | 1073 | 1081    |
| Unterschied         |      | +0,74 % |

Nach der Volkszählung 2011 wohnten in Markovce 895 Einwohner, davon 721 Slowaken, 19 Roma, sieben Ukrainer, drei Tschechen sowie jeweils ein Pole, Russine und Ukrainer. 149 Einwohner machten keine Angabe zur Ethnie.
481 Einwohner bekannten sich zur orthodoxen Kirche, 185 Einwohner zur römisch-katholischen Kirche, 36 Einwohner zur griechisch-katholischen Kirche, 16 Einwohner zur reformierten Kirche, zwei Einwohner zur evangelisch-methodistischen Kirche und ein Einwohner zur Evangelischen Kirche A. B. 23 Einwohner waren konfessionslos und bei 151 Einwohnern wurde die Konfession nicht ermittelt.

## Bauwerke und Denkmäler
- griechisch-katholische Peter-und-Paul-Kirche im barock-klassizistischen Stil aus dem Jahr 1816

## Söhne und Töchter der Gemeinde
- Ladislav Deák (1931–2011), slowakischer Historiker mit Schwerpunkt auf Mittel- und Südosteuropa der Zwischenkriegszeit